# Miklós Wesselényi

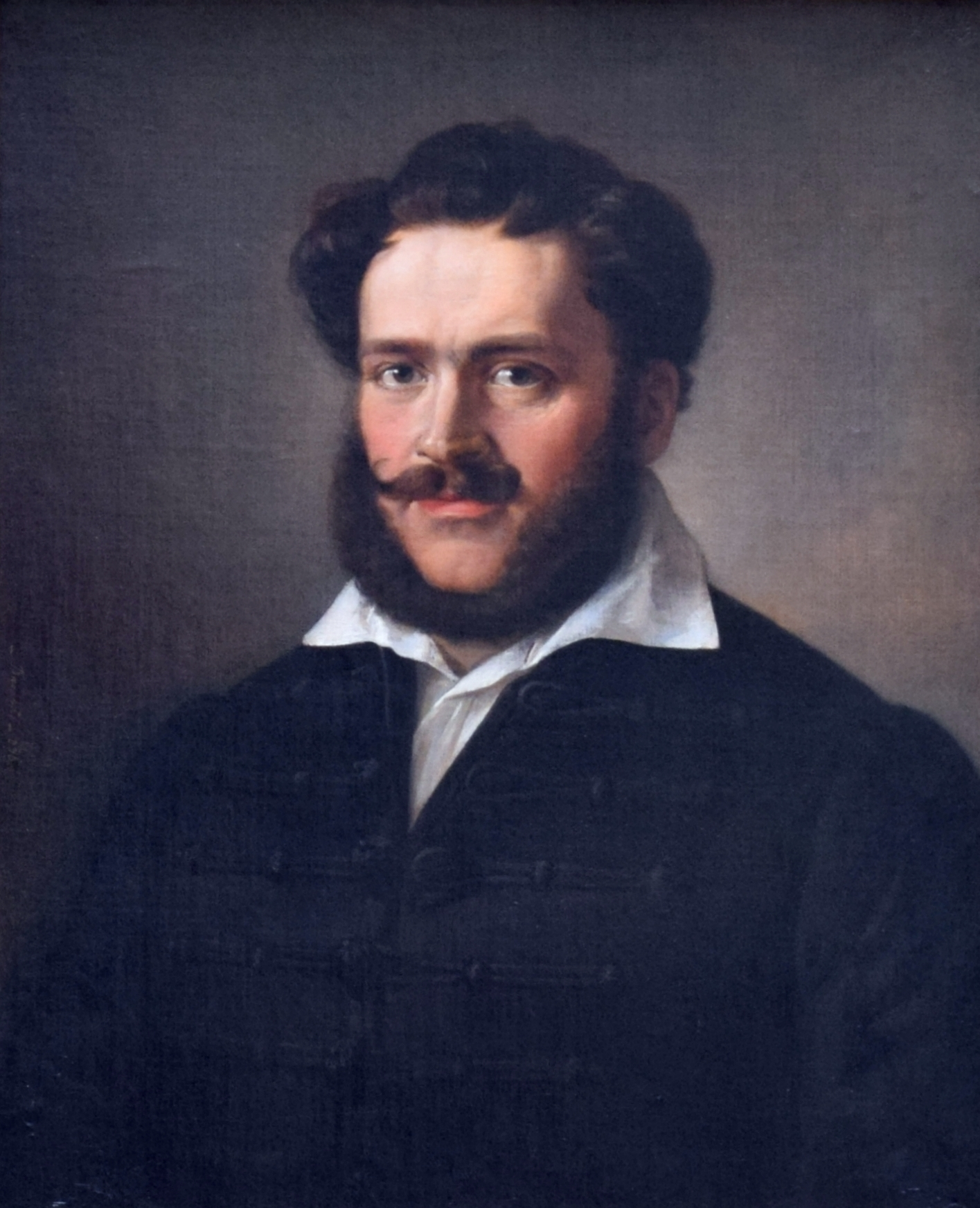
Miklós Wesselényi auf einem Gemälde von Miklós Barabás

Miklós Baron Wesselényi von Hadad [ˈvɛʃɛleːɲi] (auch Nikolaus Wesselényi, slow. Mikuláš Vešeléni) (* 30. Dezember 1796 in Zsibó, Komitat Közép-Szolnok, Königreich Ungarn; † 21. April 1850 in Pest, heute Budapest) war ein ungarischer Politiker, Schriftsteller und Großgrundbesitzer. Er war Mitglied der Ungarischen Akademie der Wissenschaften und einer der Anführer des liberalen ungarischen und siebenbürgischen oppositionellen Adels von 1825 bis 1840.

## Leben
Miklós Wesselényi war der Sohn des Obergespans Miklós Wesselényi d. Ä. (* 1750, † 1809) und dessen Ehefrau Helene geb. Cserey (* 1754, † 1830). Von seinem Vater erbte er die außerordentliche körperliche Stärke. Zeitlebens liebte er den Sport und ganz besonders das Reiten. Er wurde daheim von Privatlehrern unterrichtet.
Am 20. November 1845 heiratete er als Neunundvierzigjähriger, Anna Lux (* 1827 in Freiwaldau, Königreich Böhmen, † 9. Juni 1865 in Zsibó, Siebenbürgen) die als Zimmermädchen bei ihm arbeitete. Anna war zum Zeitpunkt der Eheschließung bereits im achten Monat schwanger. Aus der Ehe gingen 3 Kinder (Miklós, Béla und Ilona) hervor. Anna Lux pflegte dann den damals bereits fast erblindeten Wesselényi bis zu seinem Tode im Jahre 1850.
Wesselényi unterhielt im Laufe der Jahre zahlreiche Liebesbeziehungen zu Mädchen und Frauen der verschiedensten gesellschaftlichen Klassen (ab leibeigener Magd bis zur Gräfin); aus diesen Beziehungen sollen 13 uneheliche Kinder hervorgegangen sein. Bei einigen dieser Kinder kannte er auch seine Vaterschaft an, unterstützte sie materiell und war mit ihnen in Kontakt.
Zusammen mit Ferenc Deák, Ferenc Pulszky und anderen war er (vor allem anfangs) Mitglied einer Gruppe des ungarischen Reformpolitikers István Széchenyi, die zum einen im rückständigen Königreich Ungarn liberale Reformen (v. a. die Bauernbefreiung) durchsetzen wollte, zum anderen jedoch für die Umwandlung des Staates in einen rein magyarischen Staat war (Magyarisierung). Im Gegensatz zu der radikaleren Gruppe um Lajos Kossuth waren sie jedoch für eine langsame, gewaltlose Assimilierung der Nicht-Magyaren im Königreich.
Miklós befehligte schon in seinem 15. Lebensjahr eine kleine Abteilung der Insurrektion (des Aufgebots) von 1809 und beteiligte sich in der österreichischen Armee an den letzten Feldzügen gegen Napoleon Bonaparte. Das Königreich Ungarn war seinerzeit Teil der österreichischen Monarchie. Auf dem politischen Schauplatz erschien er zuerst 1818 auf den Komitatsversammlungen, wo hauptsächlich die politische Lage besprochen wurde. Nach einer langen Pause wurde er 1823 wieder aktiv. 1823 erschien in Leipzig sein Hauptwerk Szózat a magyar és szláv nemzetiség ügyében (Aufforderung in der Angelegenheit der ungarischen/magyarischen und slawischen Nationalität), in dem er seine Ansichten zu liberalen Reformen und zur Magyarisierung zusammenfasste und das zu den wichtigsten Werken des ungarischen Nationalismus vor 1848 zählt.
1823 lernte er auch seinen Freund István Széchenyi kennen und machte mit ihm eine Studienreise durch Westeuropa (England und Frankreich). 1829 erschien in Pest sein zweites Werk A régi híres ménesek egyike megszünésének okairól (Über die Ursachen des Endes eines der alten Gestüte).
Von 1830 bis 1833 erschien er im Oberhaus des Landtags in Pressburg (heute Bratislava), wo ihm seine feurigen Reden von 1830 und 1832 große Autorität und Popularität einbrachten. 1833 erschienen in Bukarest seine lange Zeit verbotenen Balitéletek (Fehlurteile). Seine Ideen wurden allmählich radikaler, er war der eifrigste Förderer der von Kossuth herausgegebenen lithographierten Zeitung, und er verlangte eine Abtrennung Ungarns von der österreichischen Monarchie. 1834 nahm er an dem Landtag in Kolozsvár/Klausenburg teil. 1835 wurde er wegen einer Rede, die er in Sachen Grundablösung in der Versammlung des Komitats Szatmár hielt, vor Gericht gestellt und von dem Politiker Kölcsey verteidigt. Im Sommer 1837 wurden er und Kossuth zu drei Jahren Gefängnis in Buda/Ofen verurteilt. Die Haft trat er 1838 an und verbrachte sie später freiwillig in Bad Gräfenberg, wo er sein Augenlicht verlor. Nachdem er 1840 begnadigt worden war, zog er sich in sein Schloss Zsibó zurück. Danach wurde er zum Verfechter einer Assimilierung der Nicht-Magyaren Ungarns und sprach sich insbesondere gegen eine Emanzipation der Slowaken aus.
Infolge der Vorgänge von 1848 begab er sich nach einer langen Pause wieder in den Landtag, um sich den Überstürzungen entgegenzustemmen. Er konnte aber kaum noch etwas bewirken und zog sich dann wieder nach Bad Gräfenberg zurück. Auf dem Weg nach Hause nach Pest zog er sich eine schwere Erkältung zu und starb dann in Pest. Seine sterblichen Überreste wurde nach Zsibó überführt und im Mausoleum der Wesselényis im Schlosspark bestattet.
Bei dem verheerenden Pester Eishochwasser im Jahre 1838 entwickelte sich Wesselényi zum wahren Volkshelden. Durch seine überdurchschnittliche körperliche Kraft und seinen Mut rettete er zahlreiche Menschenleben vor dem Ertrinken aus den Fluten, wodurch er sich zum „guten Genius“ von Pest erhob. Posthum wurde ihm im Jahre 1895 an der Außenfassade der Budapester Franziskanerkirche ein Bronzerelief errichtet. Auch der ungarische Romancier Mór Jókai setzte ihm in seinem Roman Zoltán Kárpáthy ein literarisches Denkmal.
Wesselényi hat sich auch um die Verbreitung von Kindergärten und die Einführung der Seidenzucht im Königreich Ungarn sowie um einige Fragen im Bereich Ackerbau und Tierzucht verdient gemacht.

## Ehrungen
- Bronzerelief von Barnabás Holló (1895), Franziskanerkirche, Budapest
- Im siebenbürgischen Zilah (dt. Zillenmarkt), Komitat Szilágy wurde am 18. September 1902 eine Statue von Miklós Wesselényi enthüllt. Die Statue stammt von den Preßburger Bildhauer Johann Fadrusz. Es ist die Gestalt Wesselényis dargestellt, wie er einen leibeigenen Bauer versöhnend auf die Schulter klopft, als Zeichen der Aufhebung der Leibeigenschaft. Nachdem Zilah nach dem Friedensvertrag von Trianon an Rumänien gefallen war, wurde die Statue 1935 von Rumänien abgebaut. Heute steht die Statue wieder auf ihren ursprünglichen Platz und ist in das Register der historischen Denkmäler Rumäniens eingetragen (SJ-III-m-B-05151).

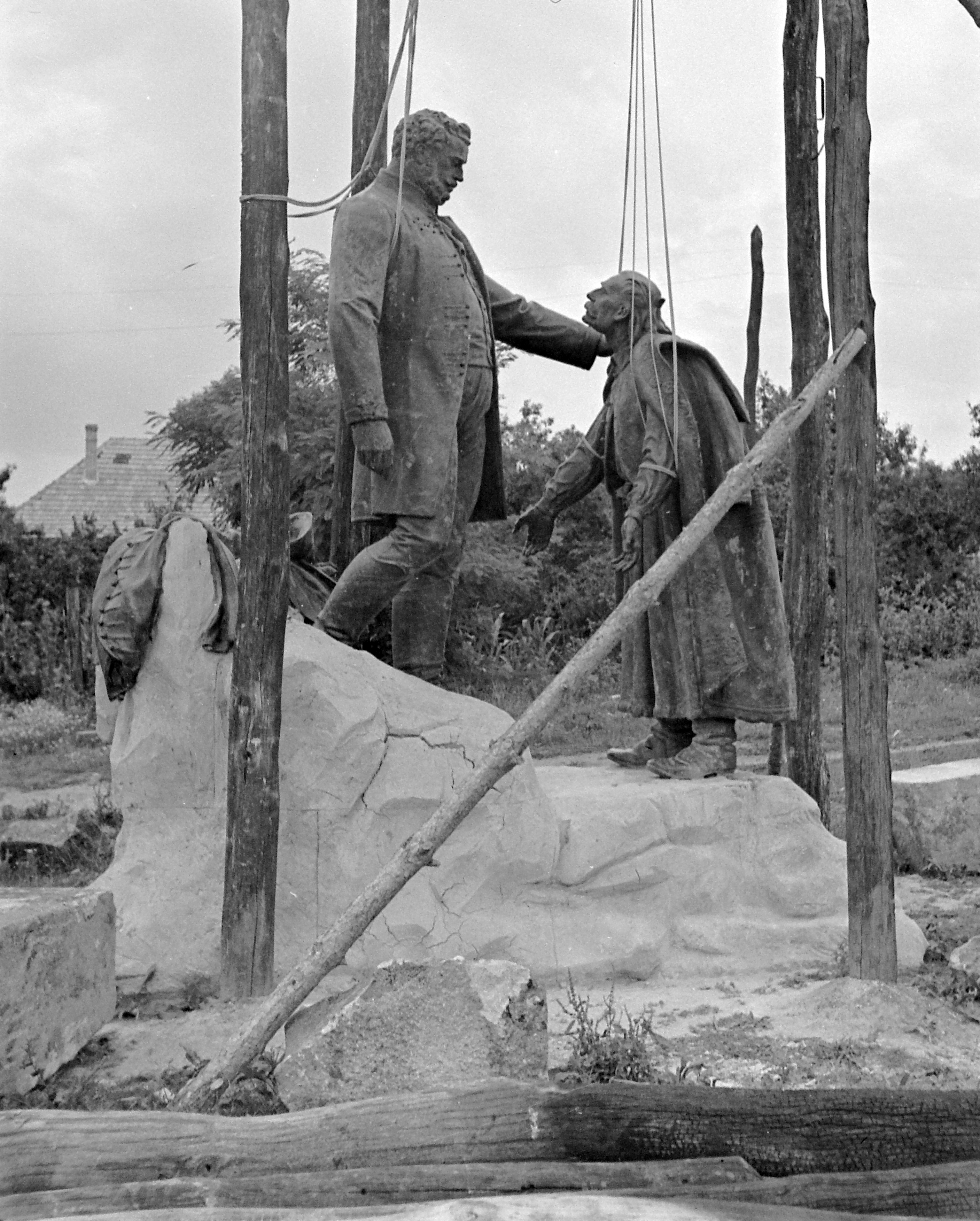
Statue in Zilah (Zustand 1943)
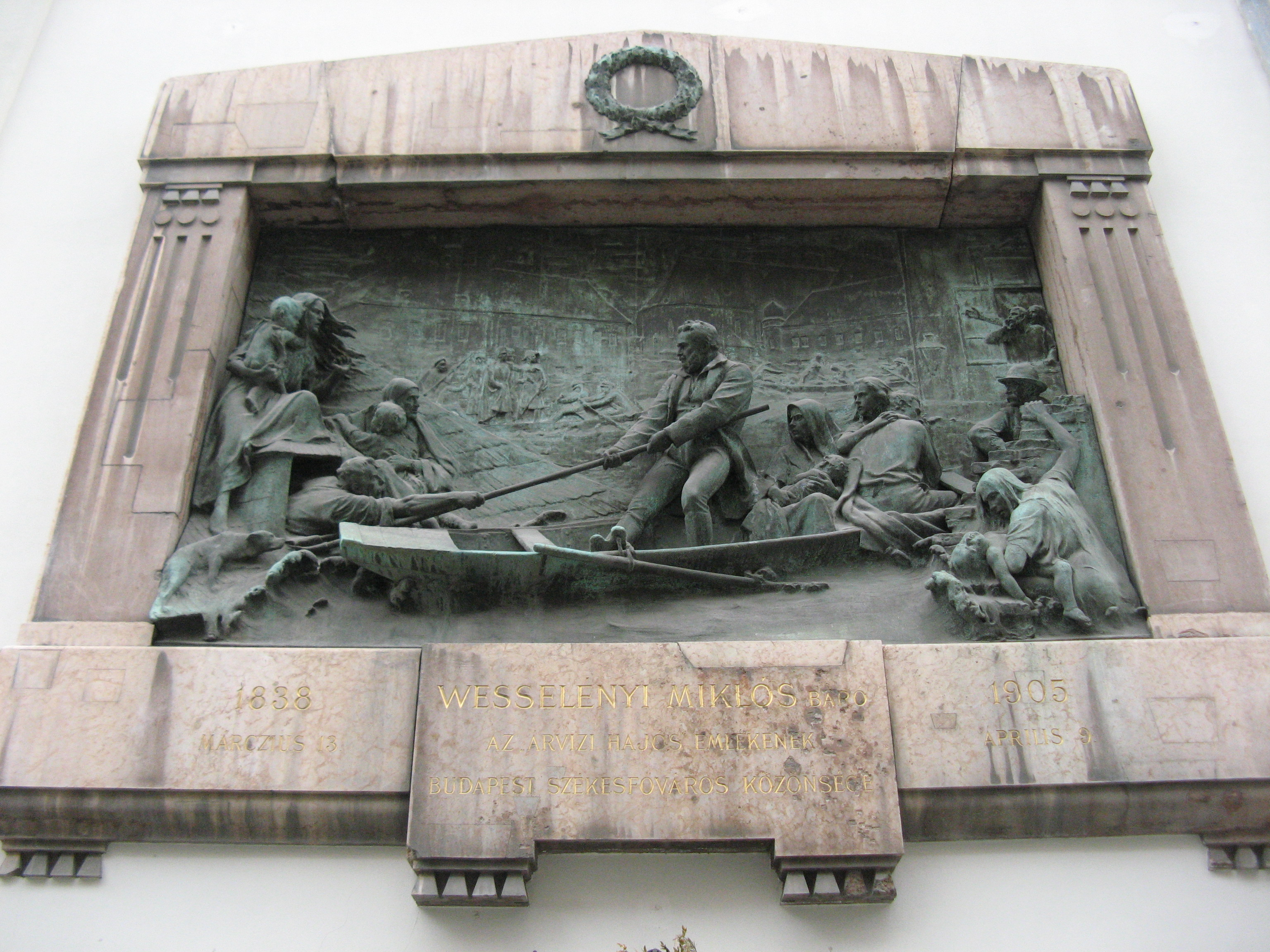
Bronzerelief in Budapest